# Павлівка (Іллінецька міська громада)
Павлівка — село в Україні, у Іллінецькій міській громаді Вінницького району Вінницької області.
Розташоване по обидва береги річки Соб — найбільшої притоки Південного Бугу.

## Історія
Станом на 1885 рік у колишньому власницькому селі Жорницької волості Липовецького повіту Київської губернії мешкало 1040 осіб, налічувалось 104 дворових господарства, існували православна церква, католицька школа та постоялий будинок.
За переписом 1897 року кількість мешканців зросла до 1343 осіб (656 чоловічої статі та 687 — жіночої), з яких 1323 — православної віри.
12 червня 2020 року, відповідно до розпорядження Кабінету Міністрів України № 707-р «Про визначення адміністративних центрів та затвердження територій територіальних громад Вінницької області», увійшло до складу Іллінецької міської громади.

19 липня 2020 року, в результаті адміністративно-територіальної реформи та ліквідації Іллінецького району, село увійшло до складу Вінницького району.

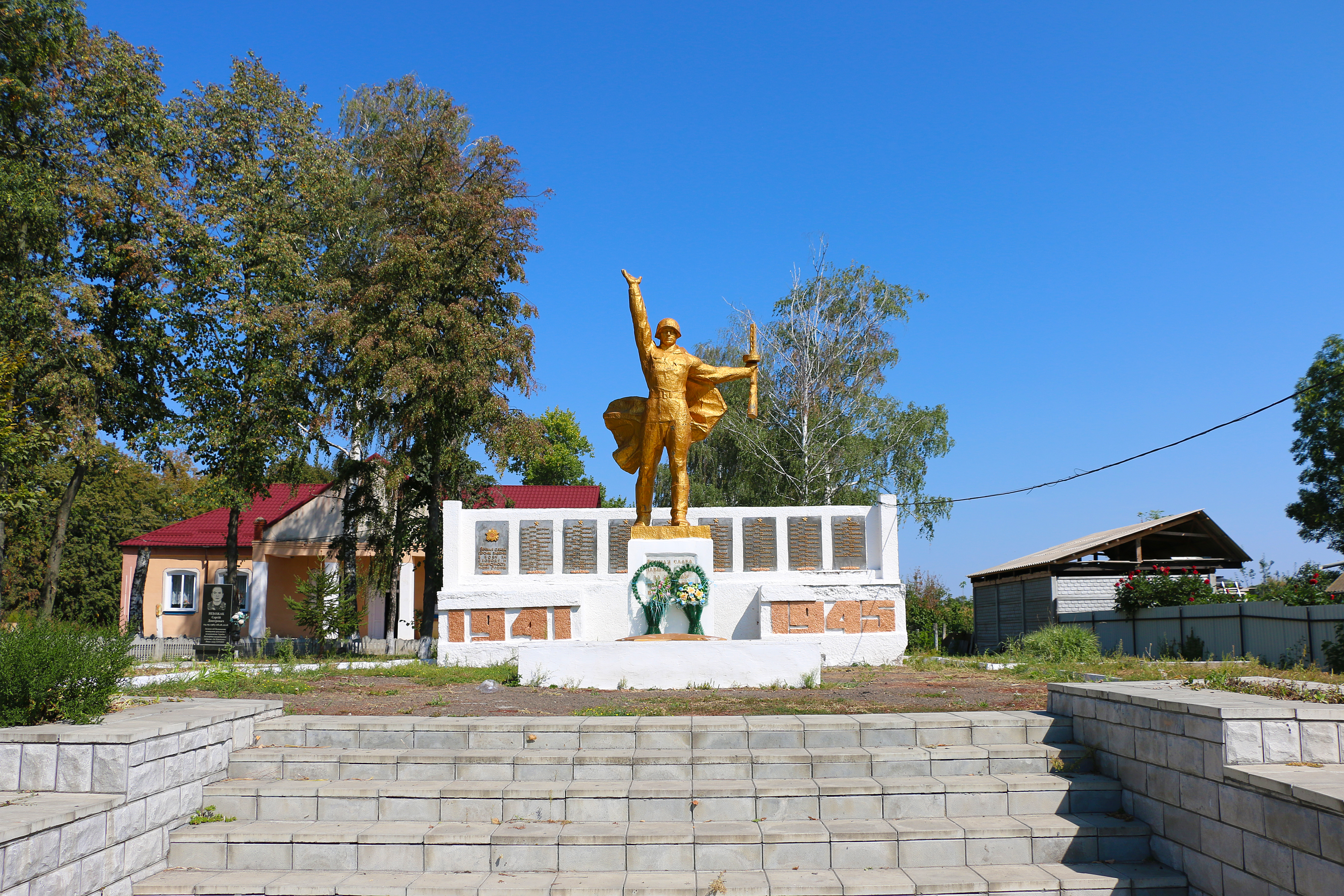
Пам'ятник 80 воїнам-односельчанам
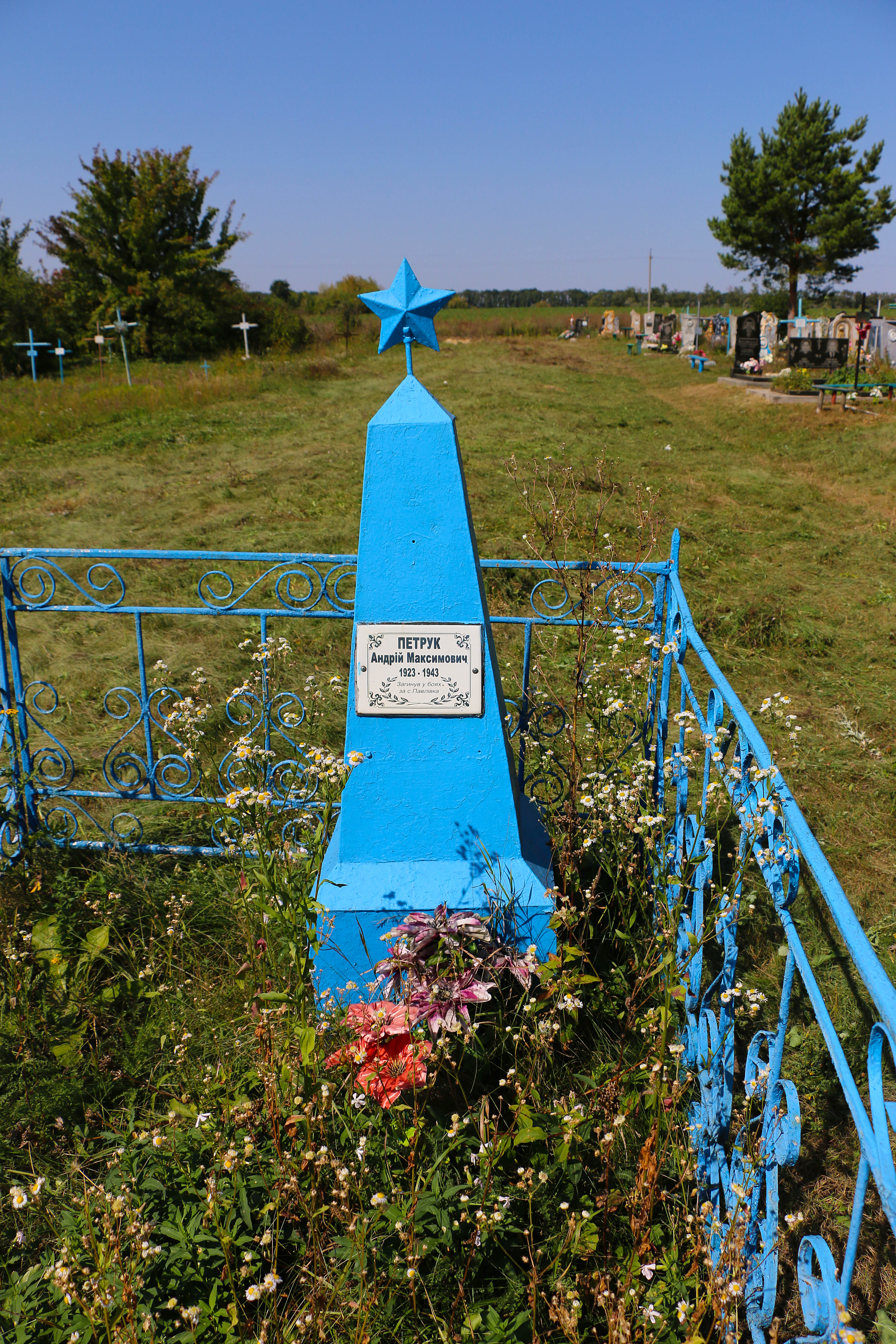
Могила радянського воїна Петрука А.М. на сільському кладовища

## Населення

### Мова
Розподіл населення за рідною мовою за даними :
| Мова       | Кількість | Відсоток |
| ---------- | --------- | -------- |
| українська | 603       | 99.49%   |
| російська  | 1         | 0.17%    |
| румунська  | 1         | 0.17%    |
| білоруська | 1         | 0.17%    |
| Усього     | 606       | 100%     |

## Економіка
Переважний склад ґрунту — глибокі чорноземи, що створюють ідеальні умови для вирощування сільськогосподарських культур та ведення господарства.

## Символіка
Затверджена 18 липня 2018 р. рішенням № 646 XXXIV сесії міської ради VIII скликання. Автори — В. М. Напиткін, К. М. Богатов, Л. Г. Білоус.

### Герб
У зеленому щиті золотий вписаний ромб, на якому червоний ріг достатку, супроводжуваний в кутках червоними ромбами. Герб вписаний в золотий декоративний картуш і увінчаний золотою сільською короною. Унизу картуша напис «ПАВЛІВКА».
Герб символізує легенду про чотири камені, які закопані навколо села і оберігають його від лиха.

### Прапор
На квадратному зеленому полотнищі вписаний жовтий ромб, на якому червоний ріг достатку, супроводжуваний в кутках червоними ромбами.

## Освіта та культура
У селі є православна церква та протестантська церква «Живе слово». Є медичний пункт, будинок культури, поштове відділення, декілька магазинів.

## Пам'ятки природи
- Гідрологічна пам'ятка природи місцевого значення Попівська криничка (Криничка котовців).

## Постаті
- Небожак Сергій Дмитрович (1965—2016) — старший солдат Збройних сил України, учасник російсько-української війни.